# Washo Indijanci
Washo (Washoe).- pleme američkih Indijanaca porodice Washoan iz Velikog bazena Sjeverne Amerike, koje se prostire duž rijeke Truckee i oko jezera Tahoe, upravo istočno od Sierra Madre, u Nevadi i Kaliforniji. Njihov broj prije kontakta s Europljanima iznosio je oko 1,500, da bi ih u suvremeno vrijeme na izvornom Washo-teritoriju bilo oko 1,000 (2000; NAHDB), ili više (prema drugim izvorima). Jezično se Washoi razlikuju od svih ostalih plemena iz Velikog slanog bazena, a njihov jezik washo, jedini član porodice Washoan, koji se vodi kao dio Velike porodice Hokan ili Hoka. 
Washo Indijanci su ribari i lovci na manje sisavce, sakupljači žira i pinjona (piñon) i kopači korijenja i žeteoci divljeg bilja. Jelena i antilope (pronghorn antilopa) Washo su lovili prvenstveno zbog izrade odjeće i nastambi. Materijalna kultura je vrlo jednostavna. Temeljna socioekonomska jedinica je obitelj i srodnici koji čine jedno zimsko domaćinstvo. Tijekom ostalog perioda Indijanci bi vrijeme provodili po istočnim dolinama u potrazi za korijenjem i sitnom divljači. Do skorog vremena šamanizam je igrao važnu ulogu u Washo-živou. Šamani ili medicine-meni, vjeruje se, bili su sposobni da liječe bolesti. 
Washo su podijeljeni na 3 lokalne skupine (Swanton), to su:  Ha'nale'lti, Pa'walu i We'lmelti, koji su živjeli kako u Nevadi, tako i u Kaliforniji. Tad Beckman navodi pet geografskih skupina, viz.: Welmelti?, Pa.wa?lu?, Hanalelti?, Tanlelti? i Pewlelti?. Danas žive na rezervatima u Kaliforniji (Susanville Rancheria) i Nevadi (Alpine Colony, Carson Colony, Dresslerville Colony, Reno-Sparks Colony i Woodsford Colony). 
-Poznati su po izradi lijepih košara.   

## Vanjske poveznice
- Washoe  Arhivirana inačica izvorne stranice od 26. rujna 2007. (Wayback Machine)
- Washo Indian Tribe History
- Washo  Arhivirana inačica izvorne stranice od 18. veljače 2006. (Wayback Machine)